# 태창 (명)
태창(泰昌, 1620년 8월 ~ 12월)은 명나라 광종(光宗) 태창제(泰昌帝)의 연호이다. 5개월 가량 사용되었다.
만력 48년(1620년) 음력 8월 1일, 황태자 주상락(朱常洛)이 광종(光宗)으로 즉위하면서 태창(泰昌)이라는 연호로 정하고, 다음해 음력 1월 1일부터 사용하도록 하는 유년칭원(踰年稱元)을 하기로 하였다. 그러나, 한달 후인 음력 9월 1일에 급사하였으며, 태창 연호가 쓰이지도 못하고 사연호(死年號)가 될 위기에 처해져 있다. 음력 9월 16일, 여러 논쟁 끝에 태창 연호는 예외를 두면서, 태창제의 즉위 날인 8월 1일 부터 금년 12월 그믐날까지 태창 원년으로 칭원하게 하였다.

## 개원
- 만력(萬曆) 48년 8월 1일[3](그레고리력 1620년 8월 28일)에 연호를 태창(泰昌)으로 정하였으나, 황제의 급사로 인해 금일부터 연호를 개원함.[4][5][6][7][8]

- 태창(泰昌) 원년 9월 6일[9](그레고리력 1620년 10월 1일)에 연호를 천계(天啓)로 정하고, 다음 해 1월 1일[10](그레고리력 1621년 1월 22일)에 개원함.[11][8][6]

## 연대 대조표
| 태창 | 서기(西紀) | 간지(干支) | 후금 연호      |
| 원년 | 1620년     | 경신(庚申) | 천명(天命) 5년 |

## 동시대 연호

### 중국
후금(後金)
- 천명(天命) (1616년 ~ 1626년)

### 베트남
후 레 왕조(後黎朝)
- 빈또(永祚) (1619년 ~ 1629년)

막 왕조(莫朝)
- 끼엔통(乾統) (1593년 ~ 1625년)
- 롱타이(隆泰) (1618년 ~ 1625년)

### 일본
- 겐나(元和) (1615년 ~ 1624년)

## 같이 보기
- 중국의 연호 목록